# Шампалман
Шампалман (фр. Champallement) насеље је и општина у источном делу централне Француске у региону Бургоња, у департману Нијевр која припада префектури Кламси.
По подацима из 2011. године у општини је живело 47 становника, а густина насељености је износила 5,82 становника/km². Општина се простире на површини од 8,07 km². Налази се на средњој надморској висини од 280 метара (максималној 349 m, а минималној 245 m).

## Демографија
| 1962. | 1968. | 1975. | 1982. | 1990. | 1999. | 2011. |
| ----- | ----- | ----- | ----- | ----- | ----- | ----- |
| 27    | 61    | 55    | 44    | 45    | 27    | 47    |

График промене броја становника у току последњих година